# 圖根原人
圖根原人（學名：Orrorin tugenensis），又名千年人、千禧猿或土根猿，是已知最古老與人類有關的人族祖先，是原人屬（或稱千年人屬）中的唯一種。種小名是以其化石發現地肯雅的圖根山區命名。利用放射性測年技術、凝灰岩與動物群的關係及磁性地層學，估計出發現化石的地層是屬於610-580萬年前的中新世。這個發現成為了最古老人科是雙足行走的證據。
發現的化石最少是來自5個個體。化石包括了大腿骨、右肱骨及牙齒。從大腿骨得知他們是直立行走的，肱骨部份可見是能攀樹（但非臂行），而牙齒則顯示他們的食性與現今人類相似。另外在大腿骨後部有閉孔外肌溝，可見他們是雙足行走的。從丘狀齒、有微齒的臼齒及細小的犬齒可見他們主要是吃生果及蔬菜，有時會吃肉。千年人屬約有現今黑猩猩的大小。
這些化石是由馬丁·匹克福特（Martin Pickford）及瑞吉特·森努特（Brigitte Senut）所帶領的研究隊於2000年發現。從他們是雙足行走及牙齒解剖結論出他們是屬於人族。故此，他們是生存在人族及非洲類人猿分裂的時期，即700萬年前。這個測年法與分子鐘方法有所不同，但卻普遍被學界所接受。
若圖根原人被證實是人類的直接祖先，如阿法南方古猿等的南方古猿類則會成為人科的側系群。圖根原人比阿法南方古猿早了300萬年出現，並且其大腿骨更為接近現今人類。不過就此仍有很多的討論。
其他在陸肯諾岩層發現的化石（如樹葉及其他哺乳動物）顯示圖根原人生活在乾旱常綠的森林環境，而不像很多人類演化所假設的大草原。故此，雙足行走是起源於樹棲祖先，而非四足行走的動物。有指人類祖先可能像現今猩猩般可以在樹上以雙足行走，以雙手作為平衡及保持雙腳挺直。現時人類近親的大猩猩及黑猩猩都發展成可以伸縮的姿勢，更為適合攀樹及在陸地上四足行走。根據小數的學者所指，圖根原人的手腕骨像人類般是融合及加固了的，可見他們仍會用手指行走。

## 外部連結
- Martin Pickford answers a few questions about this month's fast breaking paper in field of Geosciences
- BBC News: First chimpanzee fossils found （页面存档备份，存于）

Template:已滅絕人科